# 都市センターホテル

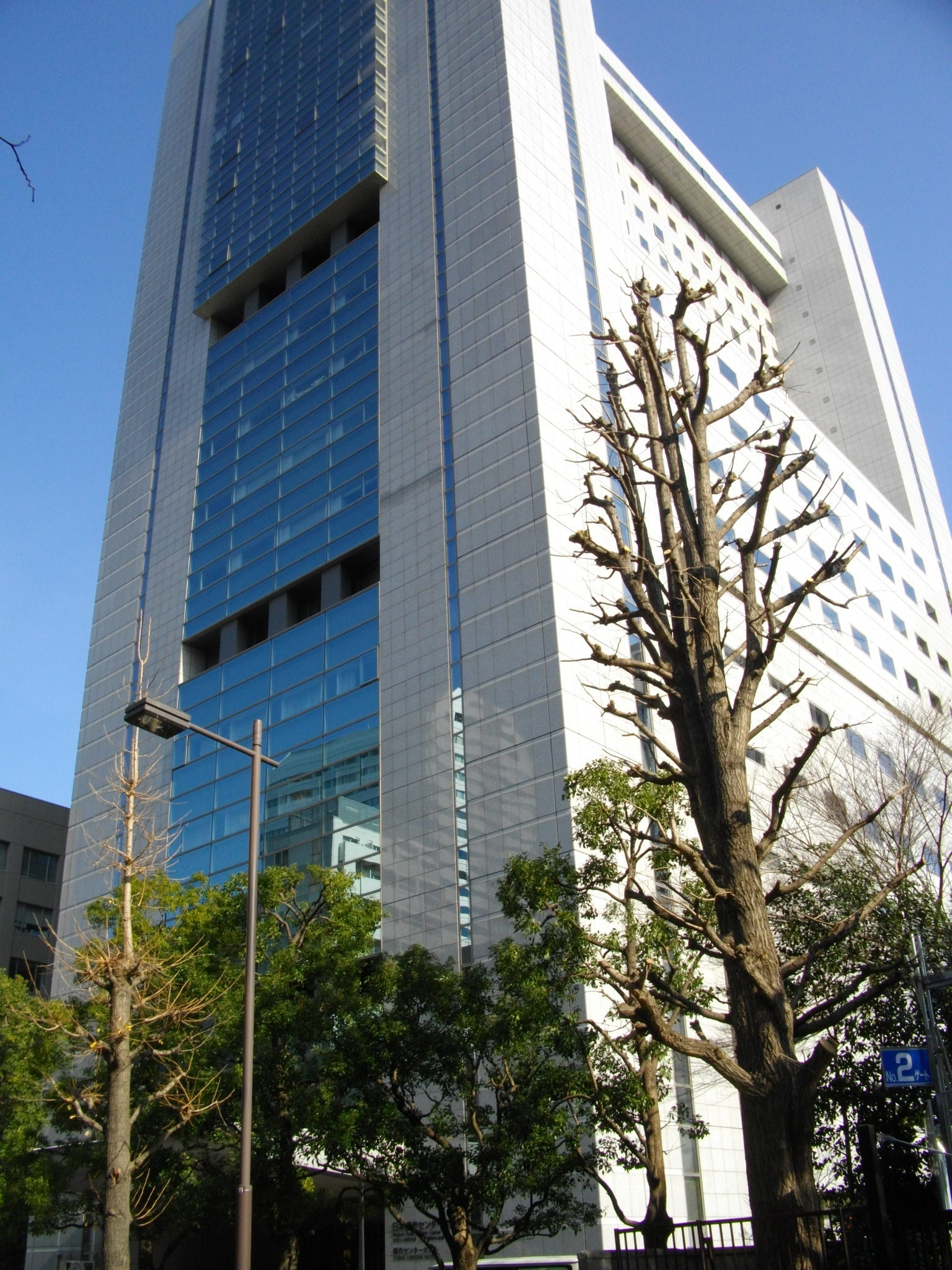
都市センターホテル

都市センターホテル（としセンターホテル）は、東京都千代田区平河町の日本都市センター会館内にあるホテル。

## 沿革
- 1959年 - 財団法人日本都市センターにより日本都市センター会館（旧）竣工。会館の一部を利用して都市センターホテルが開業。後にリーガロイヤルホテルの前身となる東京新大阪ホテルが運営を受託。
- 1996年 - 新会館建設工事のため休業。
- 1999年 - 新会館竣工。リーガロイヤルホテルが運営を受託[1]。

## 客室・館内施設
客室327室（SB156室、SDB26室、DB31室、STB26室、TB72室、DX-TB12室、和室4室）宴会場・会議室25カ所
収容人数：596名

## 日本将棋連盟の利用
2015年-2016年にかけ、将棋会館で耐震補強工事が行われ使用が不能になった時期に代替の対局場となった。その縁もあり2017年度からは棋王戦、王位戦の舞台の一つに選ばれた。しかしながら対局場としての運営に不慣れな面もあり、2018年度第44期棋王戦第5局では対局中に防災サイレンが鳴り、同年度第59期王位戦第7局では配膳中のアイスコーヒーを盤上にこぼすといった失態もあった。以来、ホテル側は対局前に対策会議を行うなど、万全の体制を取っている。

## アクセス
- 東京メトロ
  - 有楽町線麹町駅徒歩4分
  - 有楽町線・半蔵門線・南北線永田町駅徒歩4分
  - 銀座線・丸ノ内線赤坂見附駅徒歩約8分
- JR中央線四ツ谷駅徒歩14分